# Pilar Palomero
Pilar Palomero (Zaragoza, 1980) es una cineasta y escritora española, reconocida con premios como la Biznaga de Oro o los Premios Goya a la mejor película, mejor dirección novel y mejor guion original por su película Las niñas.

## Trayectoria
Pilar Palomero nació en Zaragoza, ciudad en la que sigue su base vital y desde la que se traslada para realizar sus proyectos cinematográficos. Estudió en la Universidad de Zaragoza y en la Escuela de Cinematografía y del Audiovisual de la Comunidad de Madrid, la ECAM, donde se graduó en 2006 como directora de fotografía. Trabajó como escritora y guionista de cine y audiovisuales. Además fue profesora en esas mismas especialidades, escritura y dirección de guiones y audiovisuales, En 2013 se trasladó a Bosnia y Herzegovina y estudió un Máster en Dirección de Cine en la Film Factory en 2013, dirigido por el cineasta húngaro Béla Tarr en la ciudad de Sarajevo. Comenzó a realizar cortos, documentales, ensayos, junto a directoras como Carla Simón en Generation Kplus.
Los cortometrajes de Palomero exploran la vida con realismo, valorando la educación y el diálogo como herramientas para avanzar en la convivencia. La amistad entre las personas, las relaciones humanas y los valores aportados por la comunicación, son los temas que Palomero aborda en la escritura de sus guiones. Así, cuenta como a partir de una relectura del cuaderno de apuntes de Religión de 1992, cuando estudió sexto de EGB, hilvanó el guion para la película Las niñas. Rescata frases textuales como "la sexualidad está al servicio del amor" que utiliza al escribir la película. El contraste entre los eventos internacionales de ese año, la Exposición Universal de Sevilla de 1992 o los Juegos Olímpicos de Barcelona de 1992, con el mensaje que ella y sus compañeras de colegio recibieron, la sitúa en la realidad de la educación recibida. El deseo de transmitir emociones, el abordar el paso de la niñez a la madurez, son cuestiones que impulsan a Palomero a dar el salto del documental a la ficción.
Palomero ha desarrollado su trabajo como directora y escritora, realizando numerosos cortometrajes que han sido exhibidos en diversos festivales internacionales de cine como el de Varsovia, Lisboa, San Luis, el Festival de Cine de Sarajevo, el Festival Internacional de Cine de Huesca o el Festival de Málaga. En 2016 participó en el Sarajevo Talents y en 2017 en la Berlinale Talents. Entre los trabajos fílmicos destacar Niño balcón (2009), Chan Chan (2012), Noé (2015), La noche de todas las cosas (2017), Zimsko Sunce y Horta, y Agenda 1958 de 2019.
En 2020 estrenó su primer largometraje, Las niñas, como directora y escritora. Una película exhibida y seleccionada en el Festival Internacional de Cine de Berlín y en el Festival Internacional de Cine de Shanghái, entre otros. Entre sus reconocimientos, el premio a la mejor película en español en el Festival de Málaga, premio a la fotografía y Premio Feroz.
Ese mismo año fue estrenado el filme boliviano-argentino Chaco dirigido por Diego Mondaca, en el que Palomero colaboró en el guion.
En 2022 estrenó en el Festival Internacional de Cine de San Sebastián La maternal, su segundo largometraje, donde vuelve al mundo de la adolescencia.
Pilar Palomero forma parte del colectivo Bistrik7. Este colectivo está formado por la primera generación de cineastas de la escuela Béla Tarr’s film.factory en Sarajevo. Comparten un espíritu de humanismo y formas disruptivas de narración.

## Obra seleccionada
Pilar Palomero ha realizado documentales y cortometrajes, participando en el montaje, dirección o como guionista. En el largometraje, ha dirigido y escrito el guion de Las niñas y La maternal.

### Niño balcón
Una grabación realizada y estrenada en 2009. Cuenta la historia del Chico Balcón con un relato de fantasía que transita por el surrealismo. Con un género que integra lo cómico con el drama familiar, se cuenta la historia de este niño que por tener las orejas grandes siente rechazos que le hacen sentir culpable. Estos sentimientos conllevan que el niño vaya adquiriendo malos hábitos, como poner la cabeza en lugares poco apropiados.

### Chan Chan
Esta obra estrenada en 2012 se organiza en torno a un baile y una despedida. Es un cortometraje de 10 minutos rodado en color en el que se narra la historia de una pareja de ancianos, girando la trama en torno al último baile de esta pareja, interpretada por los actores Txema Blasco y Maite Sequeira.

### La noche de todas las cosas
Esta historia estrenada en 2017 se desarrolla en torno a una noche especial, una noche en la que todas las experiencias vividas se almacenan en la memoria como recuerdos existenciales. Es un cortometraje de 19 minutos rodado en color sobre la existencia y las emociones que se graban como recuerdos. Se grabó en español y en catalán.

### Horta
Horta es un cortometraje de 15 minutos estrenado en el Doclisboa International Film Festival de 2017. La historia explora el sentimiento de la pérdida, la experimentación del paso del tiempo en uno mismo. Palomero narra una historia en torno a las emociones humanas, explorando la expresión de la pérdida de los vínculos afectivos en la familia.

### Las niñas
Largometraje estrenado en 2020 y rodado en la ciudad natal de Palomero, Zaragoza. Este largometraje ganó el Premio Goya 2021 a mejor película. La historia apela a las emociones para resolver los problemas de censura social que se viven en 1992, un año en el que se celebraron los Juegos Olímpicos de Barcelona 1992 y la Exposición Universal de Sevilla de 1992 en España. El contraste entre estos eventos y la educación que reciben las niñas en el colegio religioso zaragozano refleja una realidad que Palomero recupera de sus vivencias. La censura social sobre una madre soltera se describe con la visión de la hija, Celia. Las niñas, Celia y sus amigas, resuelven con diálogo los problemas. Las emociones escondidas y censuradas fluyen con el ritmo de la calidez fotográfica y las expresiones de Celia.

### La maternal
Largometraje rodado en 2021 entre Barcelona, Hospitalet de Llobregat y Badalona. Protagonizado por actrices debutantes, narra la historia de Carla, una adolescente en riesgo de exclusión social que se queda embarazada e ingresa en un centro de acogida para madres menores de edad. Allí Carla aprenderá a ser madre, convivirá con otras jóvenes madres como ella y será consciente de la difícil y compleja relación que tiene con su propia madre, interpretada por la actriz Ángela Cervantes. Se estrenó en el Festival Internacional de Cine de San Sebastián 2022, compitiendo en su sección oficial, donde su joven protagonista Carla Quílez se alzó con la Concha de Plata a la mejor interpretación.

### Los destellos
Participó en el SSIFF de 2024, con la cinta 'Los destellos', protagonizada por Patricia López Arnaiz, quien encarnaba a una mujer que cuidaba a su exmarido, protagonizado por Antonio de la Torre, en los últimos días de su vida.

## Premios y reconocimientos

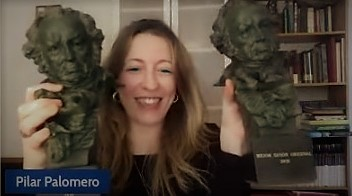

Premios Goya
| Año  | Categoría             | Película      | Resultado |
| ---- | --------------------- | ------------- | --------- |
| 2020 | Mejor guion original  | Las niñas     | Ganadora  |
| 2020 | Mejor dirección novel | Las niñas     | Ganadora  |
| 2022 | Mejor dirección       | La maternal   | Nominada  |
| 2025 | Mejor guion adaptado  | Los destellos | Nominada  |
| 2025 | Mejor dirección       | Los destellos | Nominada  |

Premios Feroz
| Año  | Categoría       | Película      | Resultado |
| ---- | --------------- | ------------- | --------- |
| 2021 | Mejor dirección | Las niñas     | Ganadora  |
| 2021 | Mejor guion     | Las niñas     | Ganadora  |
| 2023 | Mejor dirección | La maternal   | Nominada  |
| 2025 | Mejor dirección | Los destellos | Nominada  |

Medallas del Círculo de Escritores Cinematográficos
| Año  | Categoría             | Película      | Resultado |
| ---- | --------------------- | ------------- | --------- |
| 2020 | Mejor guion original  | Las niñas     | Ganadora  |
| 2020 | Mejor dirección novel | Las niñas     | Ganadora  |
| 2022 | Mejor director        | La maternal   | Nominada  |
| 2024 | Mejor director        | Los destellos | Nominada  |
| 2024 | Mejor guion adaptado  | Los destellos | Ganadora  |

Premios Simón
| Año  | Categoría       | Película      | Resultado |
| ---- | --------------- | ------------- | --------- |
| 2020 | Mejor dirección | Las niñas     | Ganadora  |
| 2020 | Mejor guion     | Las niñas     | Ganadora  |
| 2020 | Mejor dirección | Reset         | Nominada  |
| 2020 | Mejor guion     | Reset         | Nominada  |
| 2022 | Mejor dirección | La maternal   | Ganadora  |
| 2022 | Mejor guion     | La maternal   | Ganadora  |
| 2024 | Mejor dirección | Los destellos | Nominada  |
| 2024 | Mejor guion     | Los destellos | Nominada  |

### Otros Premios
Premios de Las niñas
El largometraje Las niñas fue reconocido en el Festival de Málaga de cine español con la Biznaga de Oro a mejor película, la Biznaga de Plata a mejor fotografía y el Premio Feroz Puerta Oscura, y en la VIII edición de los Premios Platino se alzó con el otorgado en la categoría de Mejor Ópera Prima de Ficción Iberoamericana.
Premios de La maternal
En el Festival de Cine de España de Toulouse de 2022, recibió por La maternal el premio Nuevos Cineastas (ex aequo con David Pantaleón por Rendir los machos) y el premio Estudiante Nuevos Realizadores.
Premio Málaga Talent a su trayectoria, concedido en 2024 en el marco de la 27.ª edición del Festival de Málaga.
Premio Acción 2024  Mejor Director/a de Ficción, por Los destellos, concedido en su primera edición por la Asociación de Directores y Directoras de Cine. 